# Admir Ćatović
Admir Ćatović, född 5 september 1987 i Gacko i Jugoslavien, nuvarande Bosnien och Hercegovina, är en svensk fotbollsspelare. Han har tidigare spelat för bland annat Väsby United och IK Frej. Han har även spelat för Sveriges landslag i futsal.
Ćatović debuterade i Sveriges futsallandslag den 23 februari 2014 mot England i Örebro. Matchen slutade 3–3 och Ćatović gjorde ett mål samt en assist. Han var även med i 3–2-vinsten dagen efter.

## Klubbkarriär
Admir Ćatović påbörjade sin karriär i Vasalunds IF som åttaåring. Därifrån gick han till Råsunda IS innan han 2004 kom med i AIK:s utvecklingstrupp. Samma år var han med och vann juniorallsvenskan och junior-SM med AIK och hann både göra hat trick och bli utvisad på vägen.
2005 gjorde Ćatović A-lagsdebut i Superettan och i sin andra match för AIK gjorde han sitt första mål.
Han gick 2006 till Väsby United i Superettan, efter att AIK valde att inte förlänga kontraktet med honom. Han blev 2009 utlånad till Syrianska FC. Han återvände 2010 till AIK, där han spelade två säsonger.
I februari 2012 skrev Ćatović på för Assyriska FF. Den 31 juli förlängde han sitt kontrakt med klubben säsongen ut. Han gjorde åtta mål på 26 matcher i Superettan 2012. Den 31 januari 2013 meddelade Assyriska att Ćatović lämnade klubben då han inte fått förnyat kontrakt. I mars 2013 återvände han dock till Assyriska vilka han skrev på ett kontrakt säsongen ut med. Han spelade 22 matcher, varav 16 som inhoppare samt gjorde 4 mål i Superettan 2013. Han fick inte förlängt kontrakt och lämnade klubben efter säsongen 2013.
Den 10 april 2014 skrev han på för finländska KuPS. Admir blev utsedd till ligans bästa spelare i Veikkausliiga juni månad 2014. 
I maj 2015 skrev Ćatović på för VPS från Vasa. I juli 2015 gick han till danska FC Fredericia. I januari 2016 gick Ćatović till Muharraq Club i Bahrain.
Den 3 augusti 2016 värvades Ćatović av Degerfors IF, på ett kontrakt säsongen ut. Den 2 februari 2017 skrev han på för FK Chimki. I augusti 2017 gick Ćatović till IK Frej. Efter säsongen 2017 lämnade han klubben.
I mars 2019 återvände Ćatović till Assyriska FF. Han spelade 16 matcher och gjorde fyra mål i Division 2 2019. Säsongen 2020 spelade Ćatović en match för Apollon Solna FK i Division 5.